# Camille Langé
 (juin 2015).
Si vous disposez d'ouvrages ou d'articles de référence ou si vous connaissez des sites web de qualité traitant du thème abordé ici, merci de compléter l'article en donnant les références utiles à sa vérifiabilité et en les liant à la section « Notes et références ».
Camille Langé est une auteure de littérature de jeunesse, née le 5 septembre 1968. 
Ses principaux romans édités chez Atouludik Éditions : C'est l'anniversaire des jumeaux, Une sorcière à l'école...